# Thomas Fontaine
Thomas Fontaine (Saint Pierre, 8 de mayo de 1991) es un futbolista franco-malgache que juega de defensa en el F. C. Sochaux-Montbéliard del Championnat National.

## Selección nacional
Debutó con la selección de fútbol de Madagascar en junio de 2017 en un partido de clasificación para la Copa África 2019, logrando la clasificación con su selección para el certamen, y siendo convocado para la disputa del torneo.

## Clubes
| Club                        | País     | Año       |
| --------------------------- | -------- | --------- |
| Olympique de Lyon II        | Francia  | 2008-2012 |
| Tours F. C.                 | Francia  | 2012-2014 |
| A. J. Auxerre               | Francia  | 2014-2016 |
| Clermont Foot               | Francia  | 2016-2018 |
| Stade de Reims              | Francia  | 2018-2019 |
| F. C. Lorient               | Francia  | 2019-2022 |
| A. S. Nancy-Lorraine        | Francia  | 2022      |
| P. F. C. Beroe Stara Zagora | Bulgaria | 2022-2023 |
| Gençlerbirliği S. K.        | Turquía  | 2023      |
| F. C. Sochaux-Montbéliard   | Francia  | 2023-     |